# Kicker
|  | Aquest article tracta sobre la publicació alemanya. Si cerqueu la posició de futbol americà, vegeu «Xutador (futbol americà)». |

kicker Sportmagazin (habitualment kicker) és una important revista esportiva alemanya, centrada principalment en el futbol. La revista va ser fundada el 1920 pel pioner del futbol alemany Walther Bensemann i es publica dues vegades per setmana (generalment dilluns i dijous) a Nuremberg. L'edició del dilluns ven una mitjana de 240.000 exemplars, mentre que l'edició de dijous té una tirada mitjana d'uns 220.000 exemplars (xifres de 2005).
La revista també publica un anuari, el kicker Almanach, publicat en una primera etapa des de 1937 fins a 1942, i -en una segona- des de 1959 fins avui.

## Història
La revista kicker aparegué per primera vegada el juliol de 1920 a Constança (Alemanya). La primera seu de la revista es trobava a Stuttgart, però es va traslladar a Nuremberg el 1926.
Durant la Segona Guerra Mundial, la revista es va fusionar amb la publicació Fußball, i finalment va ser suspesa a la tardor de 1944.
Després de la guerra, Olimpia-Verlag va recuperar la revista i la va començar a publicar de nou (amb el nom de Sport). L'exeditor en cap Friedebert Becker va tornar a publicar kicker el 1951, i durant un període, van coincidir les dues capçaleres en el mercat.
El 1966, kicker va ser venut a Axel Springer AG. Dos anys més tard, Olimpia-Verlag va adquirir kicker i el va fusionar amb l'Sportmagazin, que sortia publicat dues vegades per setmana des de 1952. El primer número després de la fusió kicker-Sportmagazin aparegué el 7 d'octubre de 1968.

## Millors clubs de futbol del segle XX
El 1998, la revista va publicar una llista dels millors clubs de futbol del segle 20.
| Posición | Club                  |
| -------- | --------------------- |
| 1        | Reial Madrid          |
| 2        | Ajax d'Amsterdam      |
| 3        | AC MIlan              |
| 4        | Bayern de Múnic       |
| 5        | FC Barcelona          |
| 6        | Manchester United FC  |
| 7        | SL Benfica            |
| 8        | Dinamo de Kíev        |
| 9        | Juventus FC           |
| 10       | Internazionale Milano |